# Aulacus braconiformis
Aulacus braconiformis är en stekelart som först beskrevs av Jean-Jacques Kieffer 1911.  Aulacus braconiformis ingår i släktet Aulacus och familjen vedlarvsteklar. Inga underarter finns listade.